# هربرت باتلر (بازیکن فوتبال)
هربرت باتلر (انگلیسی: Herbert Butler؛ زادهٔ ۱۱ ژوئیهٔ ۱۹۰۶) بازیکن فوتبال اهل بریتانیا است.
از باشگاه‌هایی که در آن بازی کرده‌است می‌توان به باشگاه فوتبال کریستال پالاس، باشگاه فوتبال کرو آلکساندرا، باشگاه فوتبال چورلی، باشگاه فوتبال بلکپول، و باشگاه فوتبال ساوتپورت اشاره کرد.